# 아프간 소녀
아프간 소녀는 1984년에 미국의 보도 사진 작가 스티브 매커리가 촬영한 아프가니스탄인 사진이다. 내셔널 지오그래픽에 게재되어 유명해졌다. 사진은 레오나르도 다 빈치가 그린 유화 모나리자를 연상케 해서 "첫번째 제3세계 모나리자"라고 종종 언급된다.
2002년 초, 이 여성은 1972년 생인 샤르바트 굴라(파슈토어: شربت ګله)로 밝혀졌다.